# Prinetti & Stucchi
Prinetti & Stucchi is een historisch Italiaans merk van motorfietsen.
Prinetti e Stucchi, Milano (1898-1911).
Toen er nog driewielers met De Dion-motoren bij deze firma werden gebouwd, was daar ook Ettore Bugatti werkzaam. Vanaf 1901 werden er ook motorfietsen geproduceerd. Deze hadden 2 pk motoren. Later bouwde men ook zwaardere modellen.
- Zie ook Stucchi.